# Kőröshegy, Somogy
Kőröshegy  este un sat în districtul Siófok, județul Somogy, Ungaria, având o populație de 1.378 de locuitori (2011). 

## Demografie
Componența etnică a satului Kőröshegy
     Maghiari (95,89%)
     Germani (3,03%)
     Necunoscut (0,54%)
     Alții (0,54%)
Componența confesională a satului Kőröshegy
     Romano-catolici (51,52%)
     Reformați (17,2%)
     Fără religie (12,26%)
     Luterani (1,52%)
     Necunoscută (16,76%)
     Alte religii (1,23%)
Conform recensământului din 2011, satul Kőröshegy avea 1.378 de locuitori. Din punct de vedere etnic, majoritatea locuitorilor (95,89%) erau maghiari, cu o minoritate de germani (3,03%). Apartenența etnică nu este cunoscută în cazul a 0,54% din locuitori.  Din punct de vedere confesional, majoritatea locuitorilor (51,52%) erau romano-catolici, existând și minorități de reformați (17,2%), persoane fără religie (12,26%) și luterani (1,52%). Pentru 16,76% din locuitori nu este cunoscută apartenența confesională.